# Three Jumps Ahead
Pour plus de détails, voir Fiche technique et Distribution.
Three Jumps Ahead est un film muet américain, écrit et réalisé par John Ford, sorti en 1923.

## Fiche technique
- Titre original : Three Jumps Ahead
- Réalisation : John Ford
- Scénario : John Ford
- Photographie : Dan Clark
- Production : William Fox
- Société de production : Fox Film Corporation
- Société de distribution : Fox Film Corporation
- Pays d'origine :  États-Unis
- Langue originale : anglais
- Format : noir et blanc — 35 mm — 1,33:1 — Muet
- Genre : Western
- Durée : 50 minutes (5 bobines)
- Date de sortie :
  - États-Unis : 25 mars 1923

## Distribution
| telle qu'annoncée à l'époque | selon P. Bogdanovich |
| * Tom Mix : Steve McLean * Alma Bennett : Ann Darrell * Edward Piel : Buck Taggitt * Joe Girard : John Darrell * Virginia True Boardman : Mme Darrell * Margaret Joslin : Alicia * Frank Forde : Ben McLean * Harry Todd : Lige McLean | * Tom Mix : Steve Clancy * Alma Bennett : Annie Darrell * Virginia True Boardman : Mme Darrell * Edward Piel : Taggitt * Joe Girard : le père d'Annie * Francis Ford : Virgil * Margaret Joslin : Juliet * Harry Todd : Cicero * Buster Gardner : Brutus |

## Autour du film
- Ce film est considéré comme perdu, selon Silent Era.